# Saint-Perreux
Saint-Perreux is een gemeente in het Franse departement Morbihan (regio Bretagne). De plaats maakt deel uit van het arrondissement Vannes. De gemeente telde 1.049 inwoners op 1 januari 2022.

## Geografie
De oppervlakte van Saint-Perreux bedroeg op 1 januari 2022 6,23 vierkante kilometer; de bevolkingsdichtheid was toen 168,4 inwoners per km².

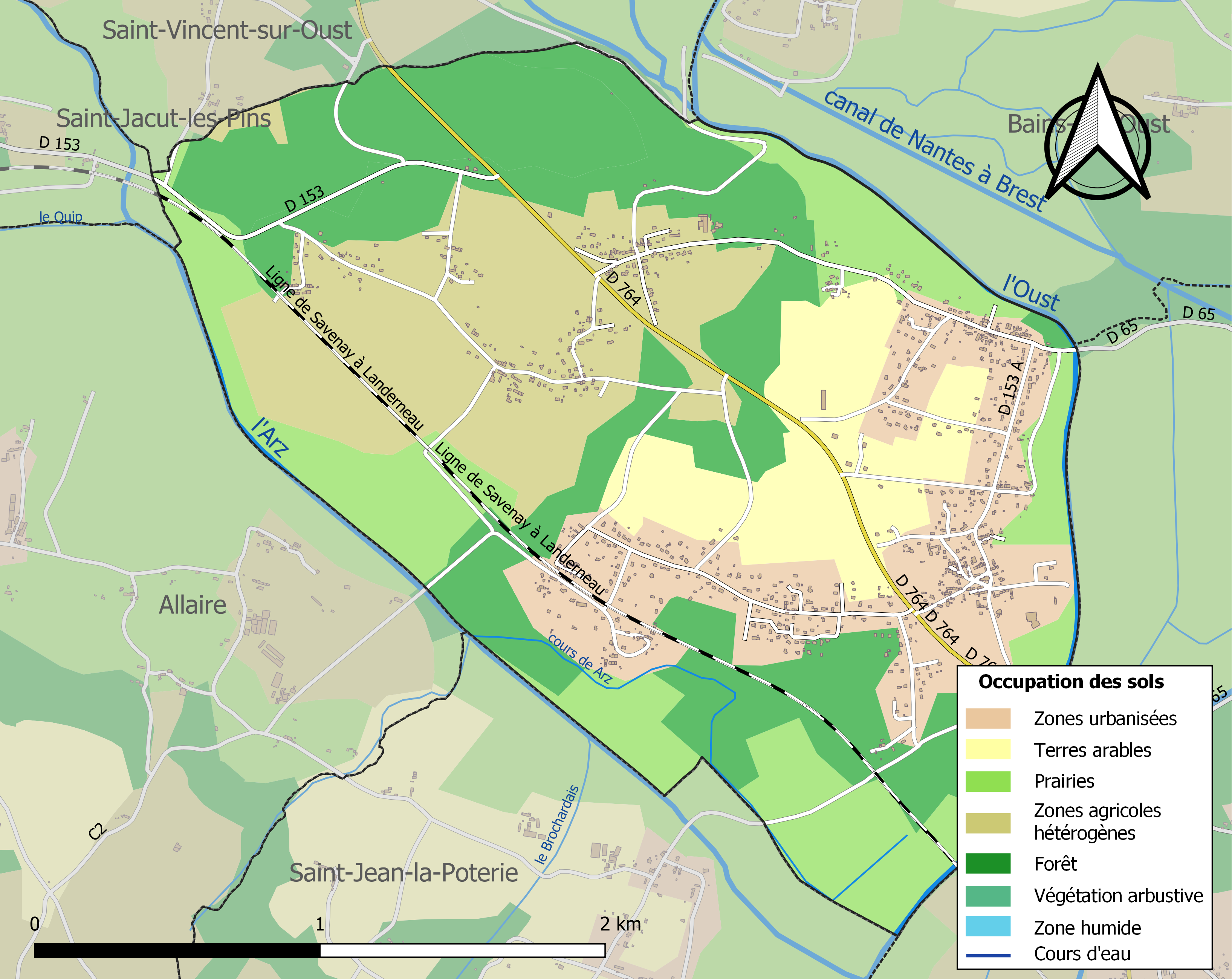
Kaart van de gemeente met de belangrijkste infrastructuur, bodemgebruik en omliggende gemeenten

## Demografie
Onderstaande figuur toont het verloop van het inwonertal, bron: INSEE-tellingen. 